# افسر میدانی

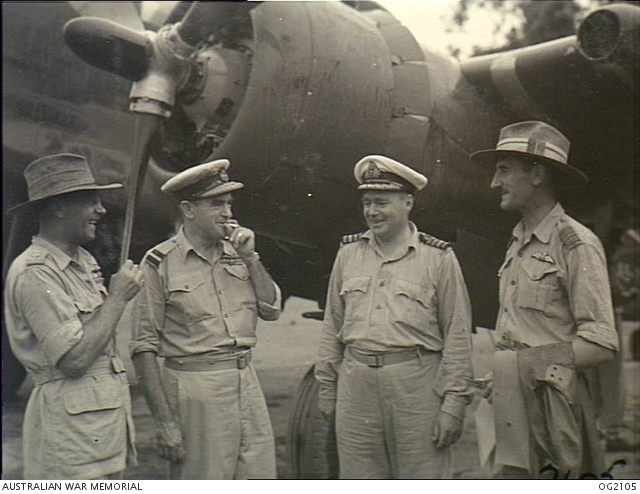
نمایی از یک‌گروه از افسران میدانی ارشد نظامیِ استرالیا از شاخه‌های مختلف ارتش - ۱۹۴۵

افسر میدانی (انگلیسی: Field officer) یا افسر ارشد یک افسر ارتش، تفنگدار دریایی یا نیروی هوایی است، که در درجه‌های سرگرد، سرهنگ دوم و سرهنگ یا معادل‌های آنها فعالیت می‌کند. در برخی از کشورها درجهٔ سرتیپ یا دریادار را نیز در این رده لحاظ می‌کنند. از لحاظ تاریخی، افسران میدانی یک هنگ یا گردان را فرماندهی می‌کنند.
گروه افسران میدانی در نیروهای مسلح ایالات متحده بسته به شاخه نظامی، دو نام متفاوت دارد. در نیروی زمینی، سپاه تفنگداران دریایی، نیروی هوایی و نیروی فضایی، گروه درجه، درجه میدانی نامیده می‌شود و شامل سرگرد، سرهنگ دوم و سرهنگ می‌شود. در نیروی دریایی و گارد ساحلی، گروه درجه، درجه میانی نامیده می‌شود و شامل ستوان یکم، فرمانده و کاپیتان می‌شود.